# Can't Be Tamed
《Can't Be Tamed》는 미국 가수 마일리 사이러스의 세 번째 정규 앨범으로, 2010년 6월 18일 할리우드 레코드를 통해 발매되었다. 이 음반은 사이러스가 해당 레이블에서 발표한 마지막 음반으로, 이후 2013년 초 RCA 레코드와 계약을 체결했다. 사이러스는 2009년 말 Wonder World Tour를 위해 해외를 여행하면서 이 음반을 작곡하고 녹음을 시작했으며, 2010년 초 완성했다. 사이러스는 이 음반을 "차 안에서 크게 틀기에 좋은 음반"이라고 설명했으며, 이전 작품들에서 영감을 잃었다고 느낀 후 음악적으로 변화한 작품이라고 밝혔다. 그 결과, 《Can't Be Tamed》는 기존 스타일에서 벗어나 주로 댄스 팝 장르로 구성되었으며, 사이러스의 레이블 역시 초기 기획과 다른 방향으로 나아갔다고 언급했다. 가사에서는 주로 속박과 기대에서 벗어나려는 주제를 다루고 있으며, 이는 대부분 로맨틱한 관계 속에서 표현된다. 이 음반의 대부분은 록 마피아와 존 샹크스가 프로듀싱했으며, 수록된 12곡 중 11곡을 사이러스가 공동 작곡했다. 유일하게 그녀가 작곡에 참여하지 않은 곡은 미국 밴드 포이즌의 〈Every Rose Has Its Thorn〉 커버곡이다.
《Can't Be Tamed》는 발매 당시 음악 평론가들로부터 엇갈린 평가를 받았다. 평론가들은 이 음반이 음악적 방향성이 부족하며, 사이러스의 성숙한 대중적 이미지를 완전히 확립하는 데 실패했다고 지적했다. 또한 보컬이 지나치게 가공되어 감정적 깊이가 부족하다는 비판도 받았다. 이 음반은 이전 작품들의 성공을 재현하지 못했으며, 발매 첫 주 10만 2천 장을 판매하며 《빌보드》 200에서 3위로 데뷔했다. 미국에서 35만 장 이상 판매되었다. 국제적으로는 비교적 중간 정도의 성적을 기록했으며, 오스트레일리아, 캐나다, 영국을 비롯한 여러 국가에서 상위 10위권에 올랐다.  
이 음반에서는 두 개의 싱글이 발매되었다. 타이틀곡 〈Can't Be Tamed〉는 2010년 5월 3일 발매되었으며, 《빌보드》 핫 100에서 8위를 기록하며 전 세계적으로도 준수한 성과를 거두었다. 두 번째 싱글 〈Who Owns My Heart〉는 2010년 10월 22일 독일에서 발매되었다. 《Can't Be Tamed》의 홍보 활동은 사이러스가 점점 더 도발적인 이미지와 연관되는 계기가 되었으며, 이는 이후 네 번째 정규 앨범 《Bangerz》(2013)에서도 이어졌다. 이 음반은 주로 여러 TV 출연과 2011년 개최된 사이러스의 단독 콘서트 투어 Gypsy Heart Tour를 통해 홍보되었다.

## 곡 목록
1. Liberty Walk - 4:06
2. Who Owns My Heart - 3:34
3. Can't Be Tamed - 2:48
4. Every Rose Has Its Thorn - 3:48
5. Two More Lonely People - 3:09
6. Forgiveness and Love - 3:28
7. Permanent December - 3:37
8. Stay - 4:21
9. Scars - 3:42
10. Take Me Along - 4:09
11. Robot - 3:43
12. My Heart Beats for Love - 3:43